# Festival di Castrocaro 1969
Il Festival di Castrocaro del 1969 è stato condotto da Pippo Baudo

## La manifestazione
La serata prefinale si svolse il 30 settembre 1969, mentre la serata finale l'11 ottobre 1969.
La serata finale fu programmata, per la strssmissione televisiva, per il 12 dicembre 1969, ma, a causa dell'Attentato di Milano, la messa in onda viene rimandata al 30 dicembre successivo, alle 21,15 sul secondo canale.
Nella serata prefinale, davanti al pubblico presente nel Padiglione delle Terme, ed ai discografici, il cantautore Giovanni D'Errico (poi denominato Gianni D'Errico) si esibì interpretando un suo brano intitolato L'ateo. Questa canzone fu censurata e non fu possibile presentarla alla finalissima, durante la quale interpretò un altro suo brano dal titolo Il fantoccio.

## Cantanti in gara
- Lucia Rizzi - Quanto ti amo (Fonit Cetra)
- Dino Drusiani - Chi si vuol bene come noi (Philips)
- Stefania Grassi - Un po' d'amore (Durium)
- Marilena Monti Un pianto di glicini (Fonit Cetra)
- Pino Trioli - Un addio (EMI Italiana)
- Valeria Rigano - Vorrei (Clan Celentano)
- Ezio Brunelli - È colpa tua (Ariston Records)
- Giuseppe Lanzafame - Dove eri tu (CAR Juke Box)
- Emilio Insolvibile - Devi lottare (Bentler)
- Umberto Grancagnolo - Ti voglio tanto bene (Durium)
- Gianna Cavallaro - Non credere (Polydor)
- Gianni D'Errico - Il fantoccio (CGD)